# Ruige rijp

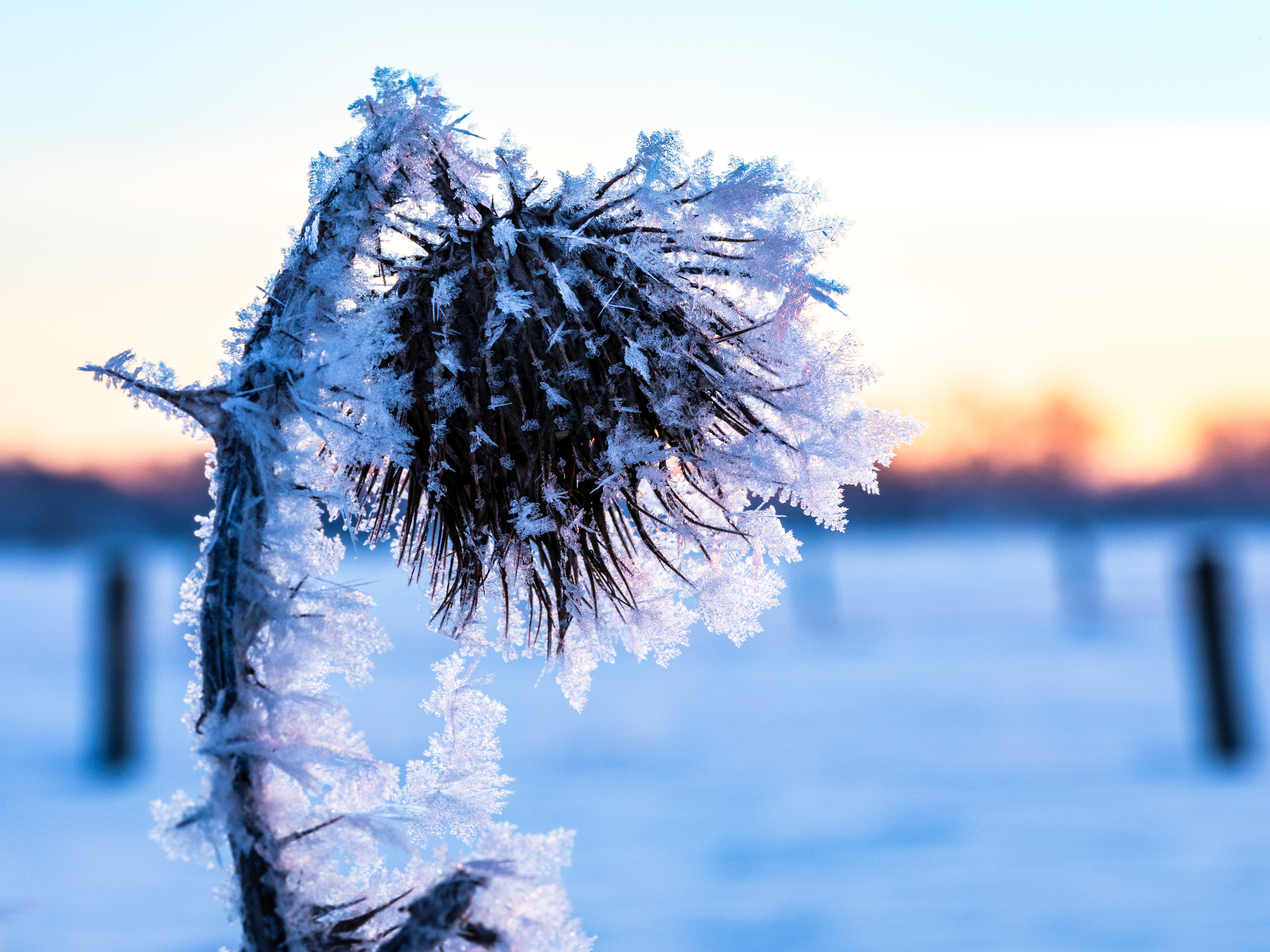
Ruige rijp afgezet op een distel.

Ruige rijp, ook aanvriezende mist, bevriezende mist of uitvriezende mist genoemd, is een vaste vorm van neerslag, die wordt gevormd uit onderkoelde waterdruppels van lichte mist of direct uit in de lucht hangende waterdamp, door rijping. Hiervoor is een zeer hoge relatieve luchtvochtigheid vereist van meer dan 90% en een luchttemperatuur lager dan −8 °C. Het is een thermodynamisch proces. De ontstane warmte wordt daarbij door convectie afgegeven aan de omringende lucht. Daardoor wordt door wind het ontstaan van ruige rijp bevorderd, zij het dat deze niet te zwaar mag zijn, daar dan de ontstane fragiele ruige rijpstructuren worden beschadigd.
Tegen de windrichting in ontstaan hierbij naaldvormige ijskristallen die zeskantige dendrieten vormen, die een redelijk grote omvang en bizarre vormen kunnen aannemen en daarbij meestal slechts langzaam groeien. Ruige rijp groeit tegen de wind in daar de lucht die van loefzijde komt aanwaaien een hogere luchtvochtigheidsgraad bezit dan de lucht aan de lijzijde.
Ruige rijp treedt in vergelijking met rijp zeer zelden op en wordt vaak verward met "normale" rijp of harde rijp.

Faseovergangen en -toestanden van water

## Voorbeelden
Voorbeelden van fenomenen die ontstaan zijn door ruige rijp zijn:
- IJskristallen
- IJsbloemen

Voorbeelden van ruige rijp
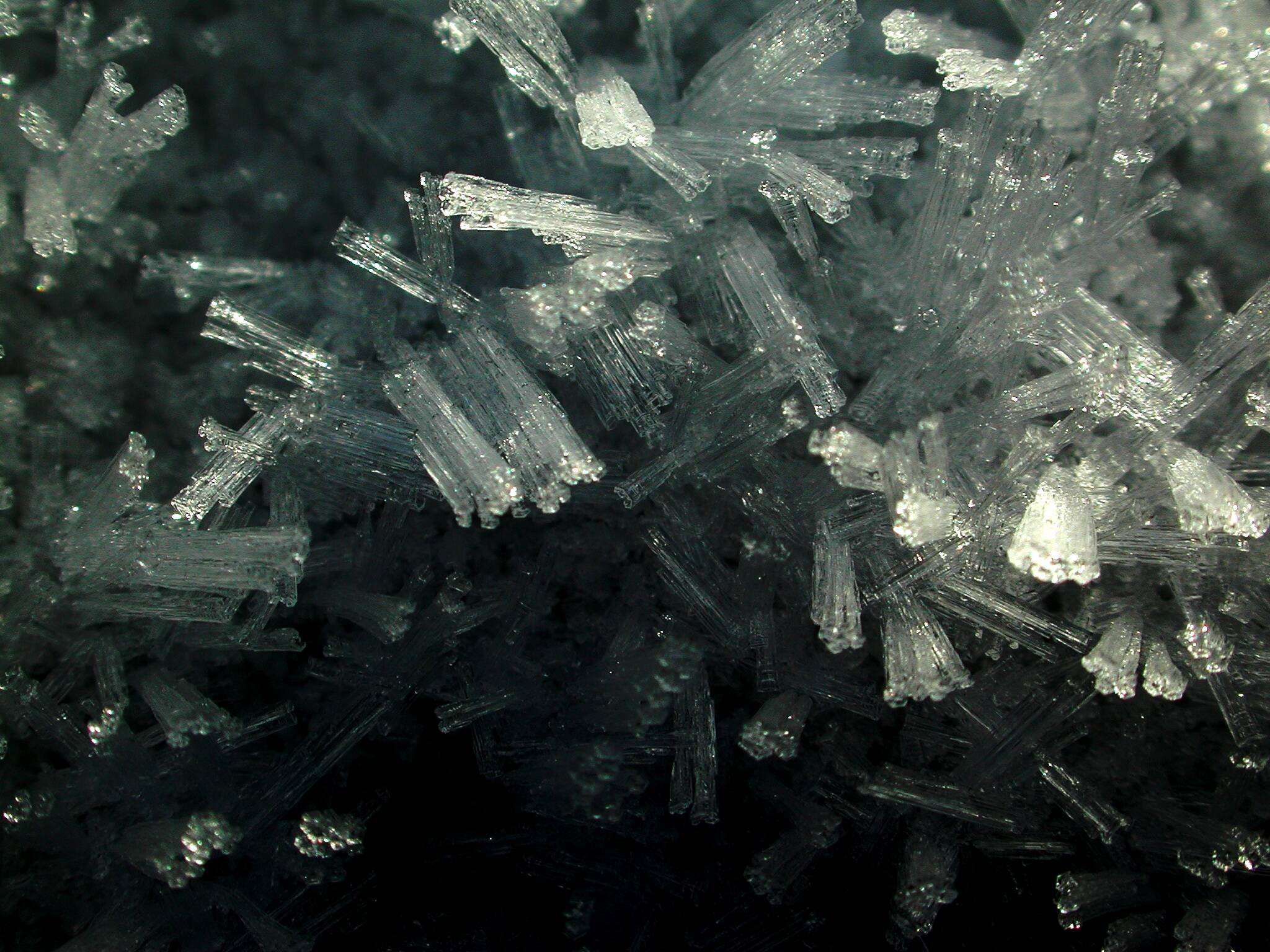
Ruige rijp ijskristallen.
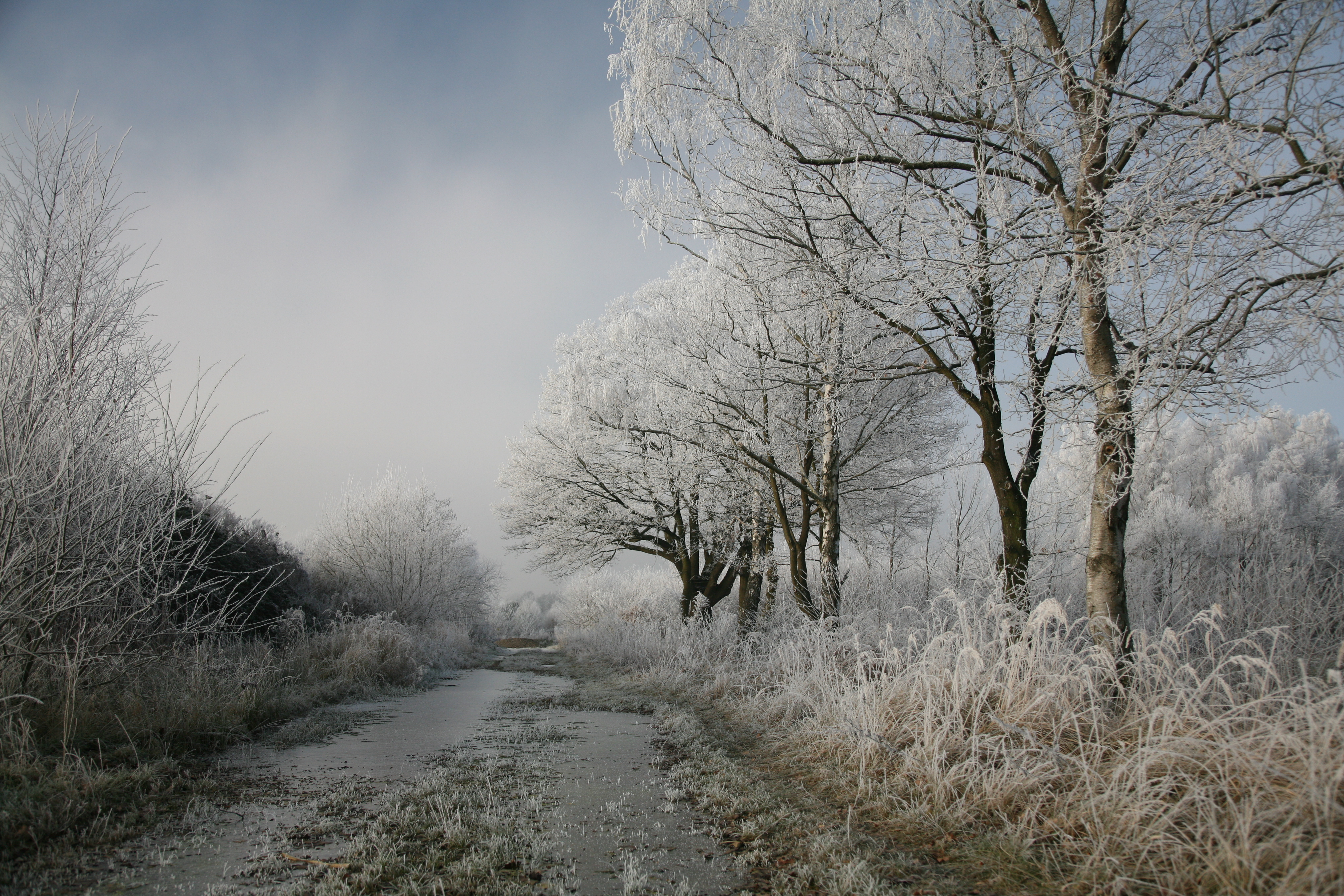
Met ruige rijp bedekte bomen in de Duitse deelstaat Nedersaksen.
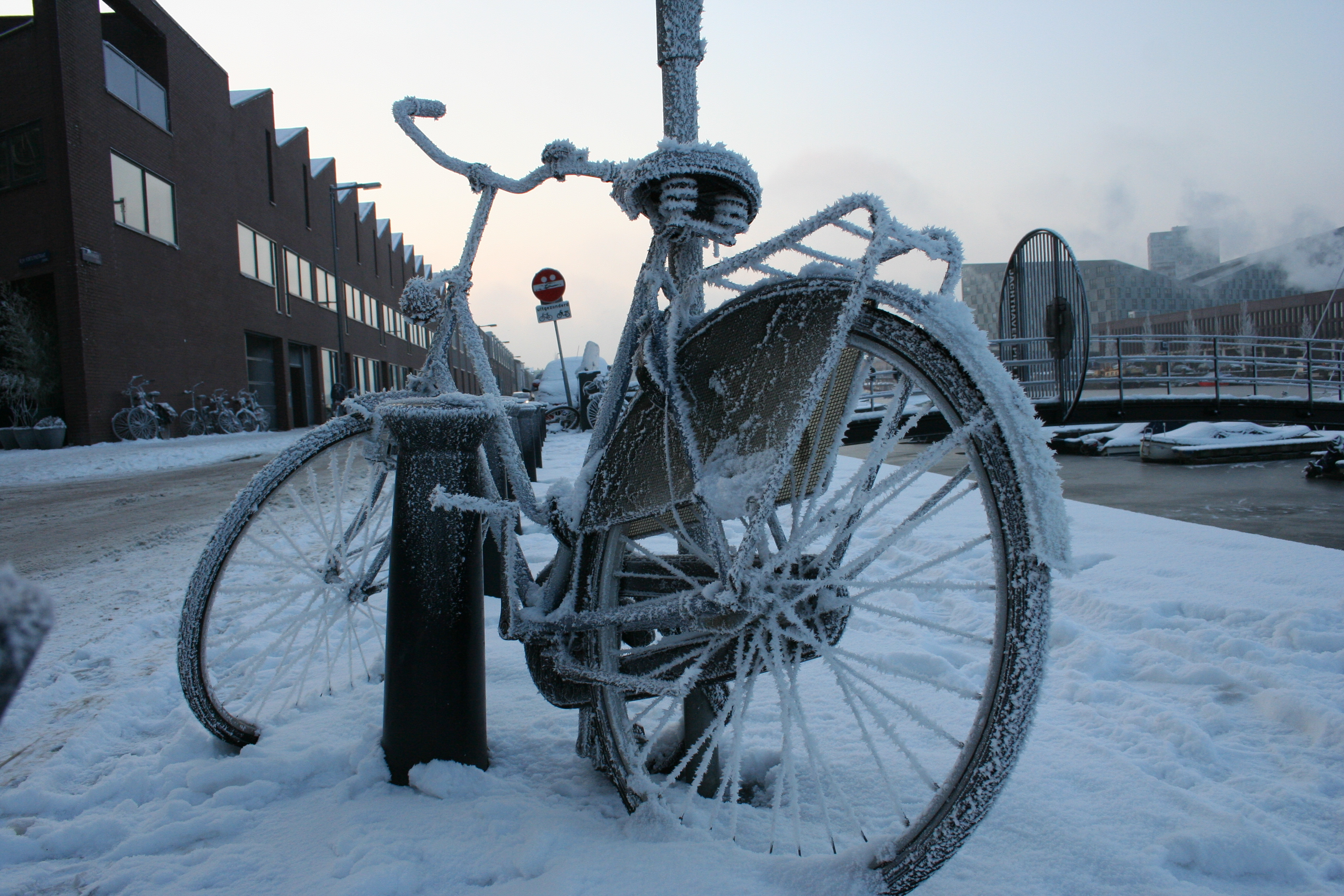
Met ruige rijp afgezette fiets in Amsterdam.
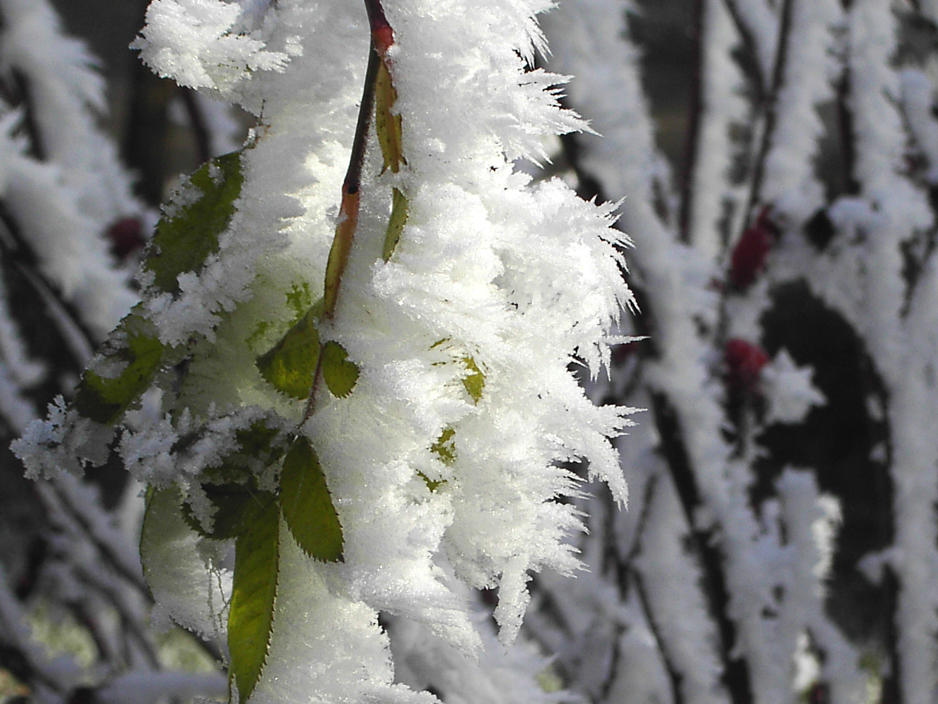
Ruige rijp op een twijg van een rozenstruik.
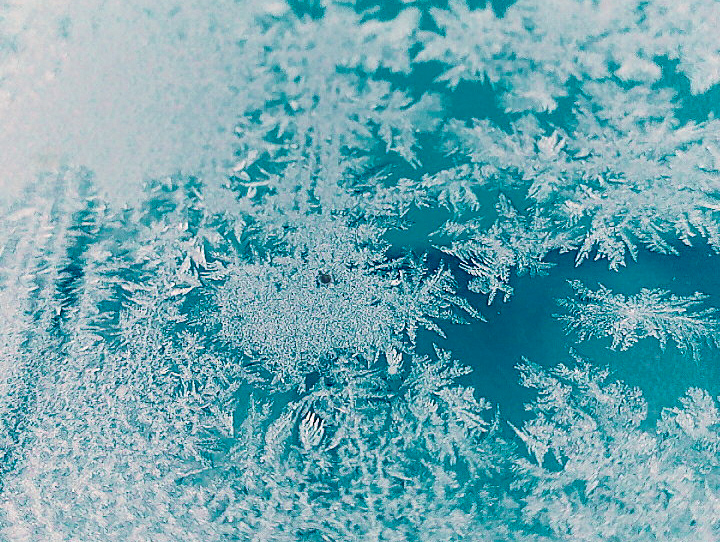
IJsbloemen op een ruit.
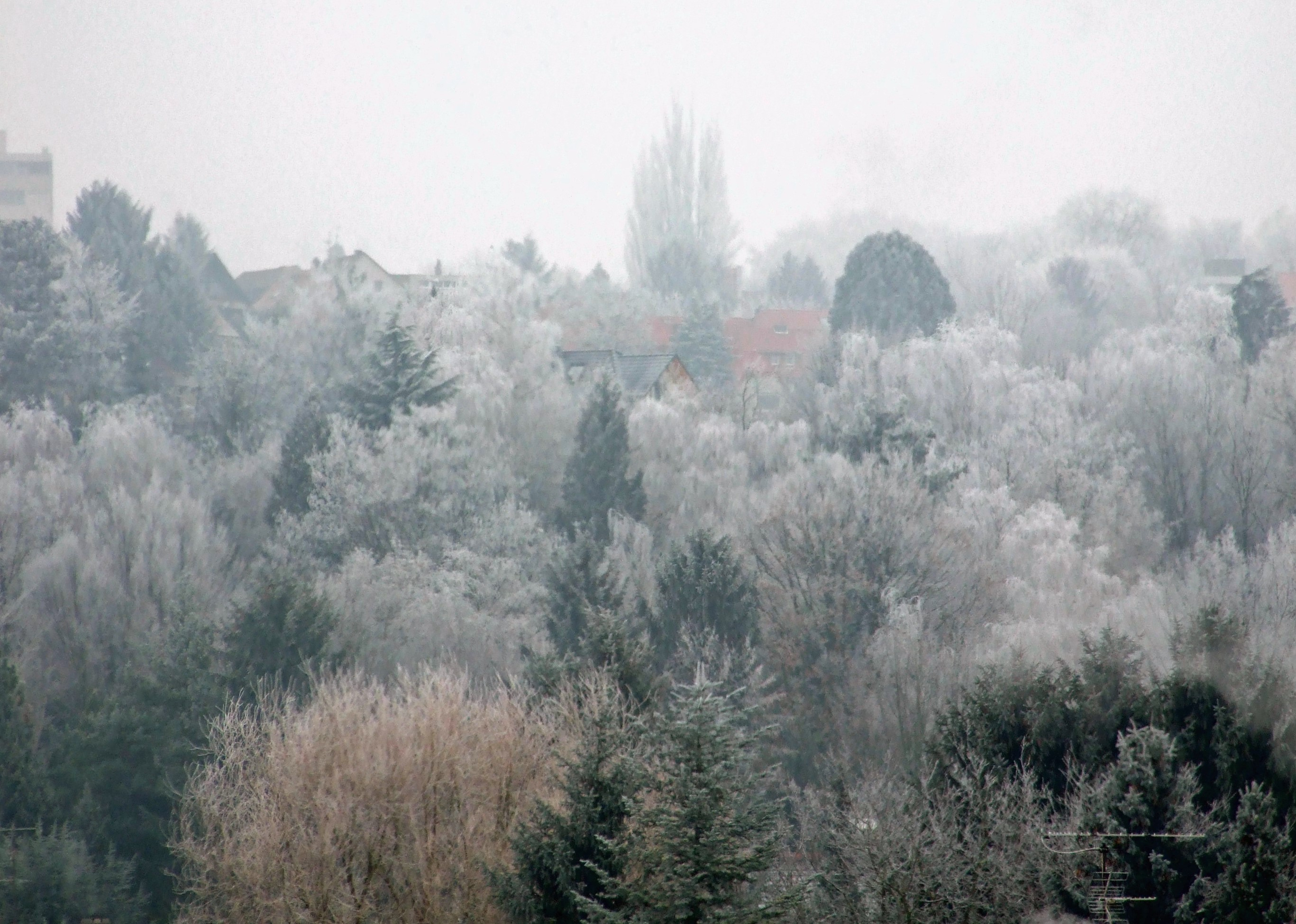
Ruige rijp in december.
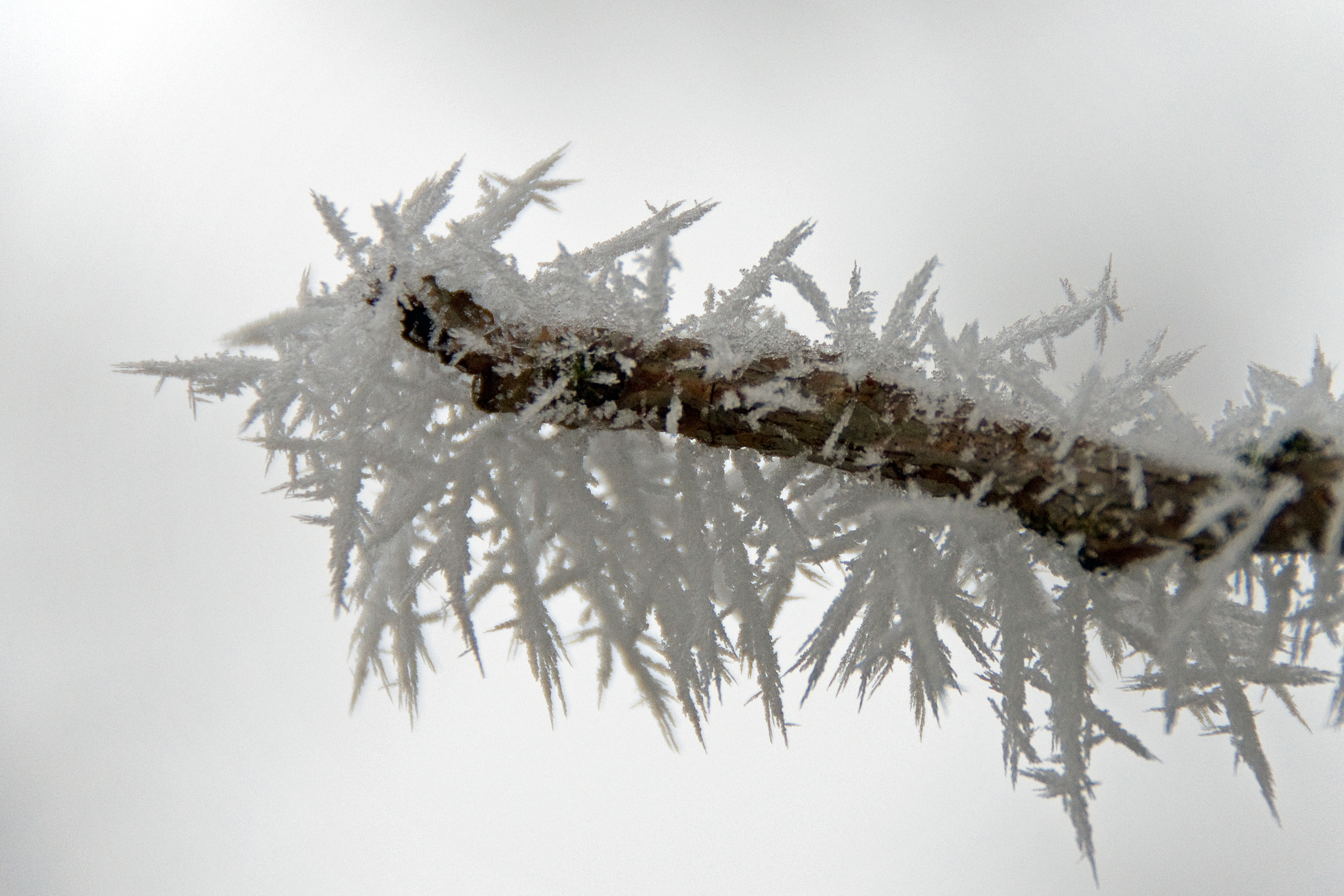
Ruige rijp aan een boomtak.

dauw · regen · ruige rijp · ijsregen · ijzel · korrelhagel · korrelsneeuw · hagel · mist · sneeuw